# Vaishali Rameshbabu
Vaishali Rameshbabu (nacida el 21 de junio de 2001) es una gran maestra de ajedrez india. Ella y su hermano Rameshbabu Praggnanandhaa son el primer dúo de hermano-hermana en ganar títulos de GM. También son el primer dúo de hermano-hermana en calificar para el Torneo de candidatos de la FIDE.

## Vida personal
Nació en Chennai, Tamil Nadu, el 21 de junio de 2001. Su padre, Rameshbabu, trabaja como gerente de sucursal en el Banco TNSC, y su madre, Nagalakshmi, es ama de casa.

## Trayectoria
Vaishali ganó el Campeonato Mundial de Ajedrez Juvenil Femenino Sub-12 en 2012 y Sub-14 en 2015. En 2013, a los 12 años, derrotó al futuro campeón mundial de ajedrez Magnus Carlsen en una competición simultánea que Carlsen celebró mientras estaba en su ciudad natal de Chennai para el Campeonato Mundial de Ajedrez 2013.
En 2016, recibió el título de Maestra Internacional Femenina (WIM), y en octubre de 2016, ocupó el segundo lugar en India y la jugadora femenina sub-16 número 12 del mundo.
Se convirtió en Gran Maestra Femenina (WGM) al completar su norma final en el torneo de ajedrez abierto de la Universidad Técnica de Riga en Riga, Letonia, el 12 de agosto de 2018.
Vaishali fue parte del equipo ganador de la medalla de oro en la Olimpiada en línea 2020, donde India ganó su primera medalla de oro.
Recibió su título de Maestra Internacional (MI) en 2021. En 2022, Vaishali ganó el octavo Memorial Fischer, con una puntuación de 7,0/9 y obteniendo su segunda norma de Gran Maestra.

Vaishali fue invitada a participar en el Campeonato Femenino de Ajedrez Rápido de la FIDE 2022, donde derrotó a la Campeona Mundial Femenina de Ajedrez Blitz Bibisara Assaubayeva en octavos de final,  y a su compatriota Dronavalli Harika en cuartos de final.
Vaishali jugó en el tablero 3 en la sección femenina en la 44.ª Olimpiada de ajedrez en Mamallapuram, Chennai, en julio-agosto de 2022. El equipo femenino de India ganó la medalla de bronce por equipos, y Vaishali ganó el bronce individual por el tablero 3.
Vaishali jugó en el Tata Steel Challengers 2023, anotando 4,5/14 y venciendo a dos GM con una calificación de 2600, Luis Paulo Supi y Jerguš Pecháč. Terminó duodécima en la clasificación general.
En el Qatar Masters Open 2023, Vaishali recibió su norma final de GM después de terminar con 5/9 y una calificación de rendimiento de 2609. También ganó el premio principal femenino del torneo, después de terminar con mejores desempates (calificación de rendimiento) que su compatriota Divya Deshmukh.
Vaishali ganó el Gran Suizo Femenino de la FIDE 2023 celebrado en la Isla de Man sin perder una sola partida y con una puntuación de 8,5/11, clasificándose así para competir en el Torneo de Candidatas 2024 en Toronto, Canadá. Ella y su hermano menor Praggnanandhaa se convirtieron en el primer dúo de hermana-hermano en clasificarse para los respectivos Torneos de Candidatos.
En diciembre, en el IV Torneo Abierto de El Llobregat 2023 en España, Vaishali superó el umbral de 2500 puntos de calificación Elo, cumpliendo así todos los requisitos para el título de Gran Maestra y convirtiéndose en la tercera mujer y la 84.ª persona en la India en hacerlo.
El 21 de enero de 2024, la Federación de Ajedrez de la India presentó una Solicitud de Título de Gran Maestra en nombre de Vaishali al Comité de Calificación de la FIDE, que administra los títulos de la institución internacional.